# Marlyse Ngo Ndoumbouk
Marlyse Bernadette Ngo Ndoumbouk (Yaoundé, 13 gennaio 1985) è una calciatrice camerunese, di ruolo centrocampista.

## Carriera

### Club
Marlyse ha iniziato a giocare a calcio sull'asfalto all'età di 10 anni con i suoi fratelli più grandi. Nel 2000, è stata notata dal club Louves Mincof di Yaoundé, con cui è diventata campionessa del Camerun, a soli 15 anni.
Dopo sei stagioni si è trasferita negli Stati Uniti d'America a gennaio 2007. Dopo alcune partite in prestito all'Indiana, è tornata in Camerun per giocare nella sezione femminile del Canon Yaoundé. Nella stagione 2009 ha vinto sia il campionato camerunese che la coppa nazionale.
Il 21 luglio 2009 ha firmato un contratto col club tedesco dello Jena. In un'intervista aveva affermato: "Eravamo, con una guianese e una ghanese, le uniche tre nere di tutta la città". Due anni dopo, il 7 ottobre 2011, è passata al Sand dopo aver rotto il contratto con lo Jena. Al Sand nella stessa stagione 2011-2012 realizzò quattro reti su sette partite giocate.
Dopo un provino al Tours durante l'inverno 2012, è rimasta nel club fino alla fine della stagione. La squadra venne retrocessa dalla Division 2 alle leghe regionali. Col Tours ha giocato da titolare nella partita valevole per gli ottavi di finale della Coppa di Francia, persa per 0-6 contro il Paris Saint-Germain. Nell'estate del 2013, si è trasferita al VGA Saint-Maur. Con uno status di sans-papiers in Francia, è stata aiutata dai dirigenti del club a regolarizzare la sua situazione. Ha partecipato alla promozione della squadra in Division 1 al termine della stagione 2014-2015, segnando 43 reti in 22 partite. A gennaio 2016, ha firmato col Nancy, società iscritta alla Division 2.
Nell'estate 2021 è tra le 5 calciatrici annunciate in arrivo al RFCU Lussemburgo, tra le quali la compagna di nazionale Francine Zouga, club lussemburghese con il quale disputa per la prima volta la UEFA Women's Champions League venendo impiegata nella competizione dal tecnico Alexandre Luthardt in tutti i due incontri disputati dalla sua squadra prima dell'eliminazione nella fase di qualificazione all'edizione 2021-2022.

### Nazionale
Ngo Ndoumbouk è stata selezionata dal commissario tecnico Charles Kandem con le Lionnes Indomptables del Camerun per il campionato africano di Sudafrica 2004, dove scende in campo anche nella finale persa 5-0 con la Nigeria. Kandem la chiama inoltre per la successiva edizione di Nigeria 2006, dove la nazionale camerunese ha terminato il torneo al quarto posto. Con suo disappunto, non è stata selezionata nella squadra del Camerun che ha partecipato ai Giochi Olimpici di Londra 2012, anche se regolarmente chiamata nella selezione nazionale.
Non più selezionata nella nazionale del Camerun dal 2012, ha fatto parte della squadra militare della Francia nel 2016 con la quale ha vinto il campionato mondiale militare femminile FIFA. Nel 2018, l'allenatore della nazionale del Camerun l'ha nuovamente convocata, partecipando alla Coppa delle nazioni africane di Ghana 2018. È stata nominata calciatrice della partita al termine della prima sfida disputata del Camerun in questa competizione, contro il Mali. Nel 2019, è stata selezionata nella nazionale del Camerun per il campionato mondiale 2019.
Complessivamente, Ngo Ndoumbouk ha giocato per la nazionale del Camerun in diverse edizioni della Coppa delle nazioni africane (2004, 2006, 2008, 2010, 2018).

## Palmarès

### Club
- Campionato camerunese femminile: 3

MINCOF Yaoundé: 2000, 2006
Canon: 2008
- Coppa del Camerun femminile: 3

Canon: 2008
- Campionato lussemburghese femminile: 1

RFCU Lussemburgo: 2021-2022
- Coppa di Lussemburgo femminile: 1

RFCU Lussemburgo: 2021-2022

### Individuale
- Capocannoniere del campionato francese di seconda divisione: 1

2017-2018 (Gruppo B 28 reti)